# Olimpíada Brasileira de Informática
A Olimpíada Brasileira de Informática (também conhecida somente por OBI) é uma competição de programação realizada anualmente desde 1999 pela Sociedade Brasileira de Computação. Tem por objetivo despertar nos alunos (do quarto ano do Ensino Fundamental até o primeiro ano do Ensino Superior) o interesse por ciência da computação.

## Inscrição
A inscrição dos competidores deve ser feita por um professor ou funcionário da escola, chamado de Coordenador Local da OBI na escola. Antes de dar início à inscrição dos competidores, o Coordenador Local da OBI na escola deve preencher o Cadastro da Escola.

## Modalidades
Atualmente, a OBI é realizada nas modalidades Iniciação e Programação.

### Iniciação
As provas da modalidade Iniciação são provas convencionais, feitas com papel e caneta, pelos alunos participantes. As questões da prova são questões que exigem dos alunos raciocínio lógico para serem resolvidas. Essa modalidade se divide em três níveis:
- Nível Júnior, para alunos do 4° e 5° ano do Ensino Fundamental;
- Nível 1, para alunos até o sétimo ano (sexta série) do Ensino Fundamental (ou equivalente);
- Nível 2, para alunos até o nono ano (oitava série) do Ensino Fundamental (ou equivalente).

Todos os estudantes recebem um certificado de participação. Os melhores alunos da modalidade iniciação são convidados a participar de um curso de introdução à programação, ministrado no Instituto de Computação da Unicamp. Um aluno não pode participar mais de uma vez do curso de introdução à programação.

### Programação
As provas da modalidade Programação são provas que usam o computador, e por isso os colégios participantes devem disponibilizar um laboratório para a realização da prova. Os alunos devem desenvolver programas para resolver os problemas propostos durante a prova. Os problemas devem ser resolvidos usando uma linguagem de programação, que pode ser C, C++, Pascal, Python (Tanto nas versões 2 e 3) ou Java. A correção desses problemas é totalmente automatizada.
Essa modalidade se divide em três níveis:
- Nível Júnior, para alunos até o nono ano (oitava série) do ensino fundamental, as provas do nível júnior exigem conhecimento muito básico de programação e estrutura de dados simples;
- Nível 1, para alunos até o segundo ano do ensino médio, as provas do nível 1 exigem conhecimento básico de programação e de estrutura de dados;
- Nível 2, para alunos que estão cursando o ensino médio ou que o concluíram há menos de um ano, as provas do nível 2 exigem conhecimento de técnicas de programação e algoritmos.
- Nível Sênior, para alunos que estão cursando o quarto ano do Ensino Técnico ou o primeiro ano de um curso de Programação (pela primeira vez).

Todos os estudantes recebem um certificado de participação. Os melhores alunos da modalidade programação são convidados para participar de um curso de programação oferecido pela organização da OBI. Os melhores alunos do nível 2 participam também do processo seletivo para a Olimpíada Internacional de Informática, onde quatro alunos brasileiros são selecionados para representar o país nesta competição.

## Compiladores

### Para C/C++
- Code::Block (disponível para os sistemas Windows/Linux/MacOS)
- Cygwin (disponível para o sistema Windows)
- Visual C++ 2010 Express (disponível para o sistema Windows)

### Para Pascal
- GPC (disponível nos sistemas Windows/Linux)
- Free Pascal (disponível nos sistemas Windows/Linux)

### Para Python
- Python (disponível nos sistemas Windows/Linux/MacOS)

### Para Java
- JDK (disponível nos sistemas Windows/Linux/MacOS)

## Editores e Ambientes de desenvolvimento

### Ambiente Eclipse
- Eclipse (ambiente de desenvolvimento disponível nos sistemas Windows/Linux/MacOS, para Java e C/C++)

### Ambiente NetBeans
- NetBeans (ambiente de desenvolvimento disponível nos sistemas Windows/Linux/MacOS, para Java e C/C++)

### Editor de texto Vim
- Vim (editor popular entre programadores, disponível nos sistemas Windows/Linux/MacOS)

### Editor de texto Emacs
- Emacs (editor popular entre programadores, disponível nos sistemas Windows/Linux/MacOS)

## Fases
A OBI é realizada em três fases.

### Primeira fase
A primeira fase é realizada em escolas cadastradas no Brasil inteiro.

### Segunda fase
A segunda fase é realizada, também, nas escolas que tenham uma grande concentração de competidores. Para a segunda fase são chamados os melhores colocados na primeira fase.

### Terceira Fase
A terceira fase é realizada em universidades das cidades ou região.
Para a terceira fase, são chamados os melhores da segunda fase.

## Objetivos
A Olímpiada Brasileira de Informática (OBI) é uma iniciativa da Sociedade Brasileira de Computação que tem por objetivos:
- Estimular o interesse pela Computação e por Ciências em geral.
- Promover a introdução de disciplinas de raciocínio computacional e técnicas de programação de computadores nas escolas de ensino médio e fundamental
- Proporcionar novos desafios aos estudantes.
- Identificar talentos e vocações em Ciência da Computação de forma a melhor instruí-los e incentivá-los a seguir carreiras nas áreas de ciência e tecnologia.